# Liou Sia (básnířka)
Liou Sia (čínsky: 刘霞; * 1. dubna 1961, Peking) je čínská malířka, básnířka a fotografka. Jejím manželem byl do roku 2017 čínský kritik a disident Liou Siao-po. Od roku 2010 byla držena v domácí izolaci poté, co její manžel obdržel Nobelovu cenu za mír. Teprve roku 2018 jí bylo dovoleno odcestovat do Německa.

## Život
Liou Sia se narodila v dobře postavené rodině bankovního úředníka. Pracovala v Pekingu na daňovém úřadu, se svým manželem Liou Siao-po se setkala v osmdesátých letech. Vzali se v roce 1996, přímo v převýchovném táboře, kde byl Liou Siao-po tou dobou vězněn.
Její manžel byl znovu zatčen 8. prosince 2008, dva dny před zveřejněním Charty 08. O rok později ho čínská justice odsoudila k jedenáctiletému trestu odnětí svobody za zločin „rozvracení státní moci". V roce 2010 mu byla udělena Nobelova cena za mír. V tu dobu už byla Liou Sia sledována a nepouštěli k ní domů návštěvy, sama ale mohla vycházet. Ještě v únoru tohoto roku poskytla rozhovor pro The Guardian, krátce poté jí režim vnutil přísné domácí vězení. Před jejím bytem a kolem domu byli 24 hodin denně policisté, neměla zapojený telefon, nemohla posílat ani přijímat emaily, nedostali se k ní přátelé ani novináři.
Se svým manželem se setkala až po dalších sedmi letech, když byl převezen do přísně hlídané nemocnice v Šen-jangu. Drastické životní podmínky vyvolaly u Liou Sia klinickou depresi provázenou psychosomatickými symptomy.
Krátce po propuštění z vězení její manžel zemřel. Západní státy naléhaly na Čínu, aby nechala Liou Sia odcestovat do zahraničí, azyl nabídlo například Německo. Podle řady rodinných přátel ji komunistické úřady držely v domácím vězení, bez možnosti vnějšího kontaktu a jakékoli možnosti dát o sobě zprávu. Později zveřejnila na internetu nahrávku, ve které řekla, že se zotavuje, a požádala, aby jí byl dán čas truchlit – některé tiskové agentury spekulovaly o tom, že k natočení této nahrávky byla donucena.
Po nátlaku mj. Evropské unie, Spojených států a Amnesty International jí bylo v roce 2018 umožněno vycestovat ze země. V červenci tak odletěla do Berlína. V Číně nadále zůstal její bratr Liou Chuej.
V září 2018 navštívila také Českou republiku a setkala se zde s Ivanem M. Havlem. Při druhé návštěvě v listopadu 2019 se setkala s ministrem zahraničí Tomášem Petříčkem.

## Umělecká tvorba
Zabývá se fotografováním. Mezi lety 1996 a 1999 vytvořila sérii dvaceti pěti černobílých fotografií, kterými poukazuje na cenzuru a represe. Tyto fotografie později vyvezl z Číny francouzský spisovatel Guy Sorman a od roku 2011 jsou vystavovány ve světových galeriích. V roce 2014 byla tato série pod názvem Tichá síla Liou Sia vystavená také v České republice.
V roce 2015 byla v USA vydána sbírka jejích básní Empty Chairs (česky vyšlo jako Prázdné židle v roce 2018). Sbírka se jmenuje podle básně, kterou napsala v roce 1998, název zároveň připomíná situaci z roku 2010, kdy si její manžel nemohl převzít Nobelovu cenu a jeho pamětní medaile tak byla při vyhlašování položena na prázdnou židli.

## Galerie

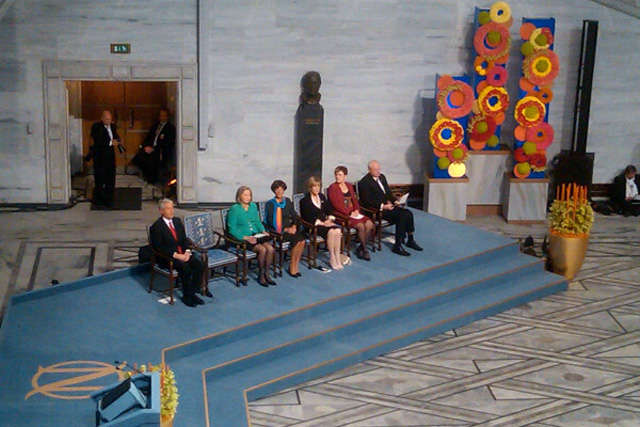
Slavnostní vyhlášení Nobelovy ceny za mír 2010: prázdné křeslo na jevišti rezervováno pro Liou Siao-pa, který byl v té době ve vězení; Čínská vláda nedovolila odcestovat do Osla ani Liou Sia, které dala domácí vězení.
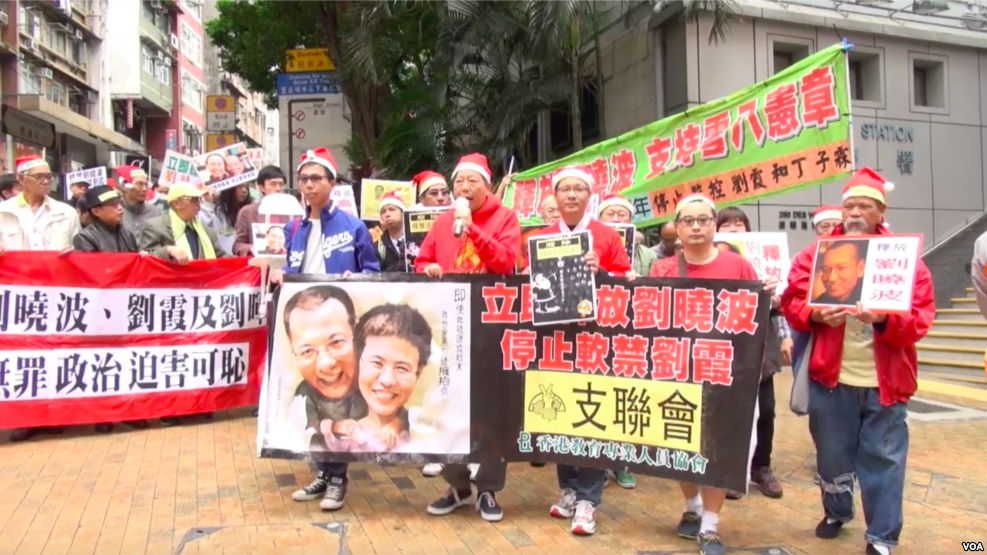
Vánoční přehlídka v Hongkongu poblíž styčné kanceláře požadující vydání Lioa Siao-pa. Foto 5. února 2017
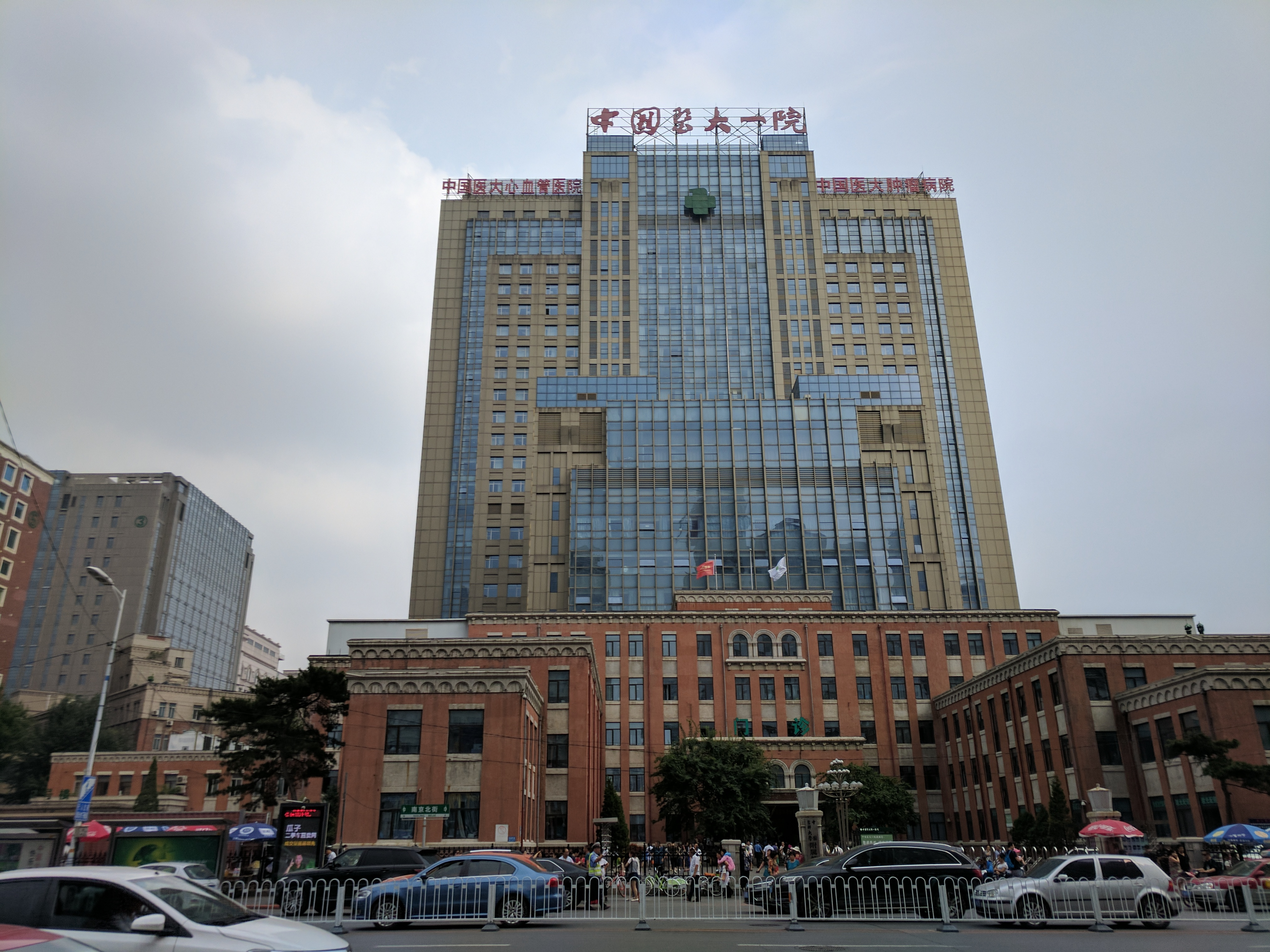
První nemocnice Čínské lékařské univerzity v severovýchodním městě Šen-jang, kde Liou Siao-po zemřel 13. července 2017.
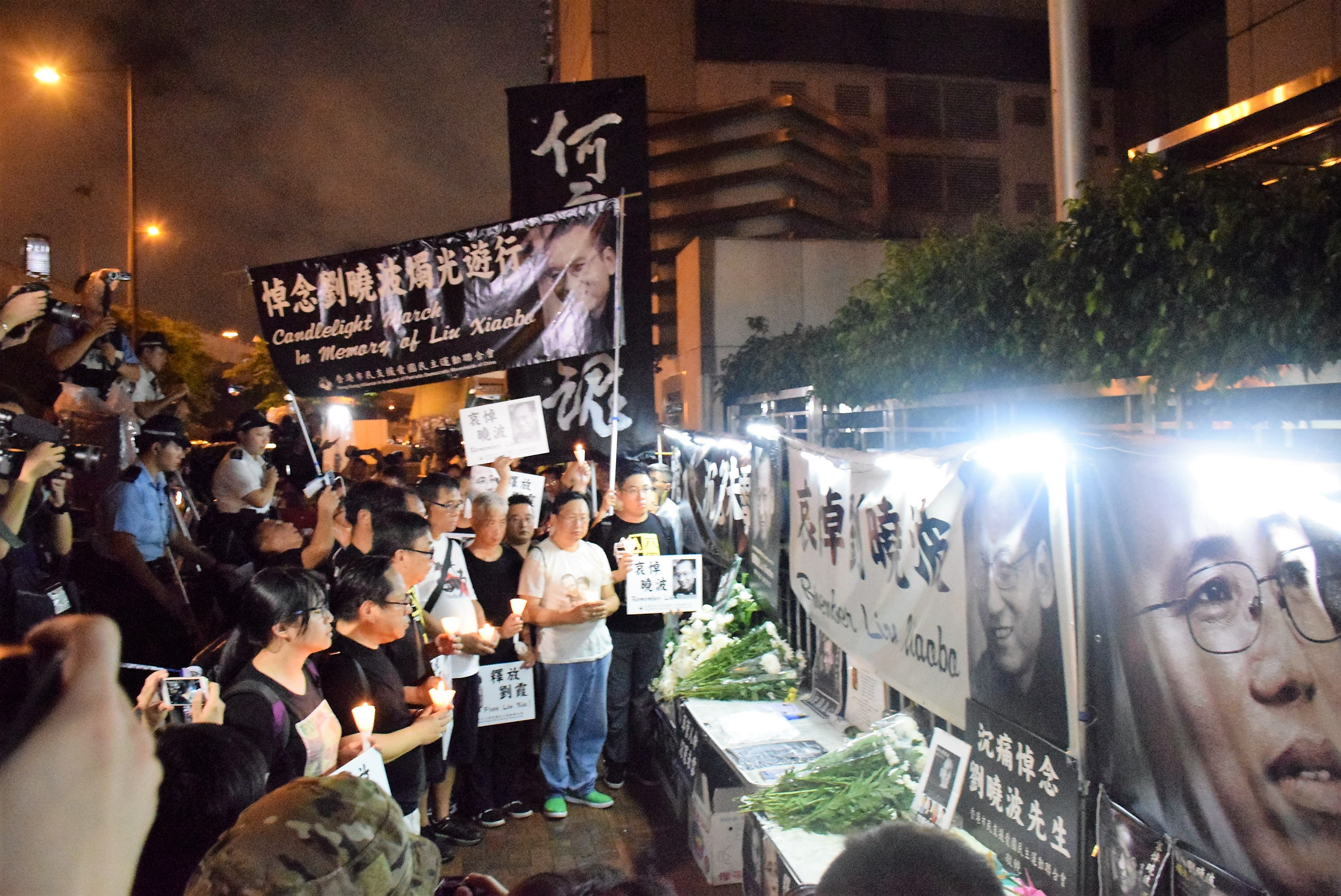
Občané Hongkongu se shromáždili, aby vzpomněli na Lioa Siao-pa, který zemřel 13. července 2017. Fotografie: 17. července 2017